# Аладар Ауєскі
Аладар Ауєскі (угор. Aujeszky Aladár; 11 січня 1869, Пешт — 9 березня 1933, Будапешт) — угорський ветеринарний патолог, професор бактеріології та мікробіології, відомий своєю роботою з псевдосказу.
Псевдосказ (також відомий як PRV, хвороба Ауєскі, інфекційний бульбарний параліч або шалений свербіж) викликається вірусом з ікосаедричною симетрією і належить до підродини Alphaherpesvirinae родини Herpesviridae. Ця підродина має широкий діапазон носіїв і вражає периферичну нервову систему носія. Вперше це було описано в 1813 році в ситуації, коли велика рогата худоба та свині мали стайню. У 1909 році Вайс виявив, що свині є резервуарним носієм вірусу, і що, хоча інші види, такі як велика рогата худоба, вівці, коти, собаки, кози, коні, єноти, скунси, миші та щури, можуть передавати хворобу, вірус завершує свій життєвий цикл лише у свиней.
Ауєскі навчався у Ендре Хоґеса. З 1907 по 1933 рік працював у відділі бактеріології Королівської академії ветеринарної медицини. Він був автором 528 публікацій та директором Інституту мікробіології ветеринарної школи в Будапешті.